# Мартенсдејл (Ајова)
Мартенсдејл (енгл. Martensdale) град је у америчкој савезној држави Ајова. По попису становништва из 2010. у њему је живело 465 становника.

## Демографија
Према попису становништва из 2010. у граду је живело 465 становника, што је -2 (-0.4%) становника више него 2000. године.
| Група             | 2000.       | 2010.       |
| Белци             | 458 (98,1%) | 453 (97,4%) |
| Афроамериканци    | 0 (0,0%)    | 0 (0,0%)    |
| Азијати           | 0 (0,0%)    | 0 (0,0%)    |
| Хиспаноамериканци | 8 (1,7%)    | 9 (1,9%)    |
| Укупно            | 467         | 465         |